# 1183
1183 (MCLXXXIII) a fost un an obișnuit al calendarului iulian.

## Evenimente.
- 5 februarie: Monreale, în Sicilia, este ridicat la rangul de arhiepiscopie de către papa Lucius al III-lea.
- 2 iunie: Bătălia de la Kurikara. Victoria clanului Minamoto asupra celor din familia Taira, în cadrul asediului asupra Hiuchi.
- 18 iunie: Sultanul Saladin al Egiptului intră în Alep și ocupă Djezireh; Siria este unificată și se adaugă stăpânirilor dinastiei ayyubizilor.
- 25 iunie: Taira no Munemori și clanul Taira îl iau pe împăratul Antoku și tezaurul și fug în vestul Japoniei, fiind urmăriți de membrii clanului Minamoto; ca urmare a "Războiului Genpei", împăratul Antoku fusese silit să abdice, iar tronul fusese ocupat de fratele său în vârstă de 3 ani, Go-Toba.
- 25 iunie: Tratatul de pace de la Konstanz, semnat între împăratul Frederic Barbarossa și Liga lombardă.
- 28 august: Capitala Japoniei, Kyoto, este ocupată de clanul Minamoto.
- 17 noiembrie: În cadrul "Războiului Genpei", Minamoto no Yukiie este înfrânt de către clanul Taira la Mizushima.
- 20 noiembrie: Începe asediul fortăreței cruciate Kerak de către sultanul ayyubid Saladin, în care regentul Guy de Lusignan refuză să angajeze lupta; regele Balduin al IV-lea al Ierusalimului intervine alături de Renaud de Chatillon și îi îndepărtează pe atacatori.

### Nedatate
- ianuarie-mai: Fratele sultanului Saladin, al-Adel, care guverna Egiptul, lansează o flotă împotriva soldaților cruciatului Renaud de Chatillon, care continuau să prade așezările musulmane din provincia Hedjaz de la Marea Roșie, și îi capturează, după care îi trimite la Mecca, unde sunt decapitați în public.
- octombrie: Împăratul bizantin Alexios al II-lea Comnen este strangulat de către unchiul și tutorele său, Andronic Comnen, care se căsătorește cu văduva Agnes de Franța și se proclamă împărat, ca Andronic I.
- Puternică secetă în Franța.

## Arte, științe, literatură și filozofie
- Cronicarul Guillaume de Tyr este excomunicat de către noul patriarh latin de Ierusalim, Heraclius.
- Este edificat templul Sulamani din Myanmar (Birmania).
- Joseph de Exeter scrie o primă referință la jocul de cricket.

## Înscăunări
- 11 iulie: Ludovic I de Wittelsbach, duce de Bavaria (1183-1194).
- 20 august: Go-Toba, împărat al Japoniei (1183-1198).
- octombrie: Andronic I Comnen, împărat al Bizanțului.

## Nașteri
- Malatesta I Malatesta, condottier italian (d. ?)

## Decese
- 11 iunie: Prințul Henric "cel Tânăr", fiul regelui Henric al II-lea al Angliei (n. 1155).
- 11 iulie: Otto de Wittelsbach, duce de Bavaria (n. 1117).
- 23 august: Christian, arhiepiscop de Mainz, diplomat german (n. ?)
- iulie: Maria Comnena Porfirogeneta, fiica împăratului bizantin Manuel I Comnen și regentă (n. 1149)
- octombrie: Alexios al II-lea Comnen, împărat bizantin (n. 1167)
- Chretien de Troyes, poet francez (n.c. 1130)
- Renier de Montferrat, soțul regentei Maria Comnena (n. 1162)
- Robert Wace, poet francez (n. 1115).